# 南少林荡倭英豪
《南少林荡倭英豪》，2013年中国大陆播出的古装武侠剧，2012年1月在福建省泉州市杀青，由张磊、张帆、张晋、黄曼、吴燕、李娜主演。讲述了明朝中后期，嘉靖帝执政时期，扶桑的倭寇入侵江浙沿海，明朝百姓抗倭救国的历史故事。

## 播放平台
| 地面频道     | 國家/地區 | 播放日期      | 備註 |
| ------------ | --------- | ------------- | ---- |
| 江苏影视频道 | 中国大陆  | 2013年2月13日 |      |
| 重庆影视频道 | 中国大陆  | 2013年6月29日 |      |

註：
1. ↑  以播映時間先後排列

## 剧情
明朝中后期的嘉靖二十九年，来自扶桑的倭寇大举入侵江浙闽一带，石井镖局总镖头林钦一家在战争中遭遇不幸，家园毁坏，二儿子林展鹏被倭人掳走，大儿子林展翔和三儿子林展浩幸亏得到南少林佛门弟子的帮助才得以幸免于难。
倭寇头目三枝图田精通刀法，他将年幼的林展鹏收为义子，赐名“三枝乱步”。
林钦的大儿子林展翔不久之后爱上了少女陆燕怀，然而，陆燕怀在次年倭寇入侵中被杀。林钦的三儿子林展浩加入南少林，苦学武功，成为武学大师。
三枝乱步残忍地杀掉了义父三枝图田，自己当了倭寇头目，多年之后，他入侵明朝，被林展翔和林展浩打败，自杀。

## 演员
| 演员   | 角色                | 备注                                                                               |
| 张磊   | 林展翔              | 林钦的大儿子，南少林学得棍术。                                                     |
| 张帆   | 林展鹏 （三枝乱步） | 林钦的二儿子，幼年被倭寇头目三枝图田掳走，为其义子，教其刀法，后杀死义父倭寇头目。 |
| 张晋   | 林展浩 （释去执）   | 林钦的三儿子，南少林出家弟子。                                                     |
| 黄曼   | 足利富子            | 倭人将领足利义石的女儿，喜欢林展浩。                                               |
| 吴燕   | 陈静灵              | 悬丝傀儡艺人，以木偶杀人，陈静芝的姐姐。                                           |
| 李娜   | 陈静芝              | 悬丝傀儡艺人，以木偶杀人，陈静灵的妹妹。                                           |
| 张粟   | 上泉重次            | 倭寇剑客，倭人剑术排行第一。                                                       |
| 孙文婷 | 陆雁怀              | 林展翔爱慕的女子，后被倭人杀害。                                                   |
| 啜二勇 |                     | 南少林方丈                                                                         |

## 制作
电影林楠表示，该剧为“武侠战争史诗传奇，儿女情、兄弟情、家国情将成为本剧的三大主线。”
电视剧使用了大量的古代中国的兵法阵法以及古代日本的兵法阵法，如真田幸村的“影武者搅乱阵法”、“军神”上衫兼信的“车悬之阵”。
泉州少林寺方丈常定法师为电视剧的特别顾问。
电视剧花费人民币5000万。
电视剧的打斗场面甚多，演员张帆说内心犯怵。
电影在沿海多地取景，包括福建省泉州市，漳州火山岛，浙江省横店影视城。